# Texel Facula
La Texel Facula è una struttura geologica della superficie di Titano.